# Sacramento Monarchs 2005
La stagione 2005 delle Sacramento Monarchs fu la 9ª nella WNBA per la franchigia.
Le Sacramento Monarchs vinsero la Western Conference con un record di 25-9. Nei play-off vinsero la semifinale di conference con le Los Angeles Sparks (2-0), la finale di conference con le Houston Comets (2-0), vincendo poi il titolo battendo nella finale WNBA le Connecticut Sun (3-1).

## Roster
| N° | Naz.                   | Ruolo | Sportivo         | Anno | Alt. | Peso |
| -- | ---------------------- | ----- | ---------------- | ---- | ---- | ---- |
| 0  | Stati Uniti (bandiera) | C     | Olympia Scott    | 1976 | 191  | 87   |
| 2  | Stati Uniti (bandiera) | G     | Chelsea Newton   | 1983 | 180  | 68   |
| 4  | Stati Uniti (bandiera) | G     | Kristin Haynie   | 1983 | 175  | 67   |
| 8  | Cina (bandiera)        | G     | Miao Lijie       | 1981 | 180  | 69   |
| 9  | Mali (bandiera)        | GA    | Hamchétou Maïga  | 1978 | 185  | 73   |
| 10 | Cina (bandiera)        | G     | Sui Feifei       | 1979 | 185  | 76   |
| 11 | Stati Uniti (bandiera) | AC    | Erin Buescher    | 1979 | 191  | 77   |
| 14 | Stati Uniti (bandiera) | A     | Nicole Powell    | 1982 | 191  | 77   |
| 20 | Stati Uniti (bandiera) | G     | Kara Lawson      | 1981 | 173  | 75   |
| 21 | Portogallo (bandiera)  | G     | Ticha Penicheiro | 1974 | 180  | 72   |
| 22 | Stati Uniti (bandiera) | A     | DeMya Walker     | 1977 | 191  | 76   |
| 32 | Stati Uniti (bandiera) | A     | Rebekkah Brunson | 1981 | 191  | 82   |
| 33 | Stati Uniti (bandiera) | C     | Yolanda Griffith | 1970 | 193  | 79   |

## Staff tecnico
- Allenatore: John Whisenant
- Vice-allenatori: Monique Ambers, Tom Abatemarco, Steve Shuman
- Preparatore atletico: Jill Jackson
- Preparatore fisico: Al Biancani